# 야마모토 다이키
야마모토 다이키(일본어: 山本 大稀, 1992년 3월 25일 ~ )는 일본의 축구 선수이다.

## 구단 경력
과거 가이나레 돗토리, 도치기 SC에서 활동하였다.